# Riesenturako

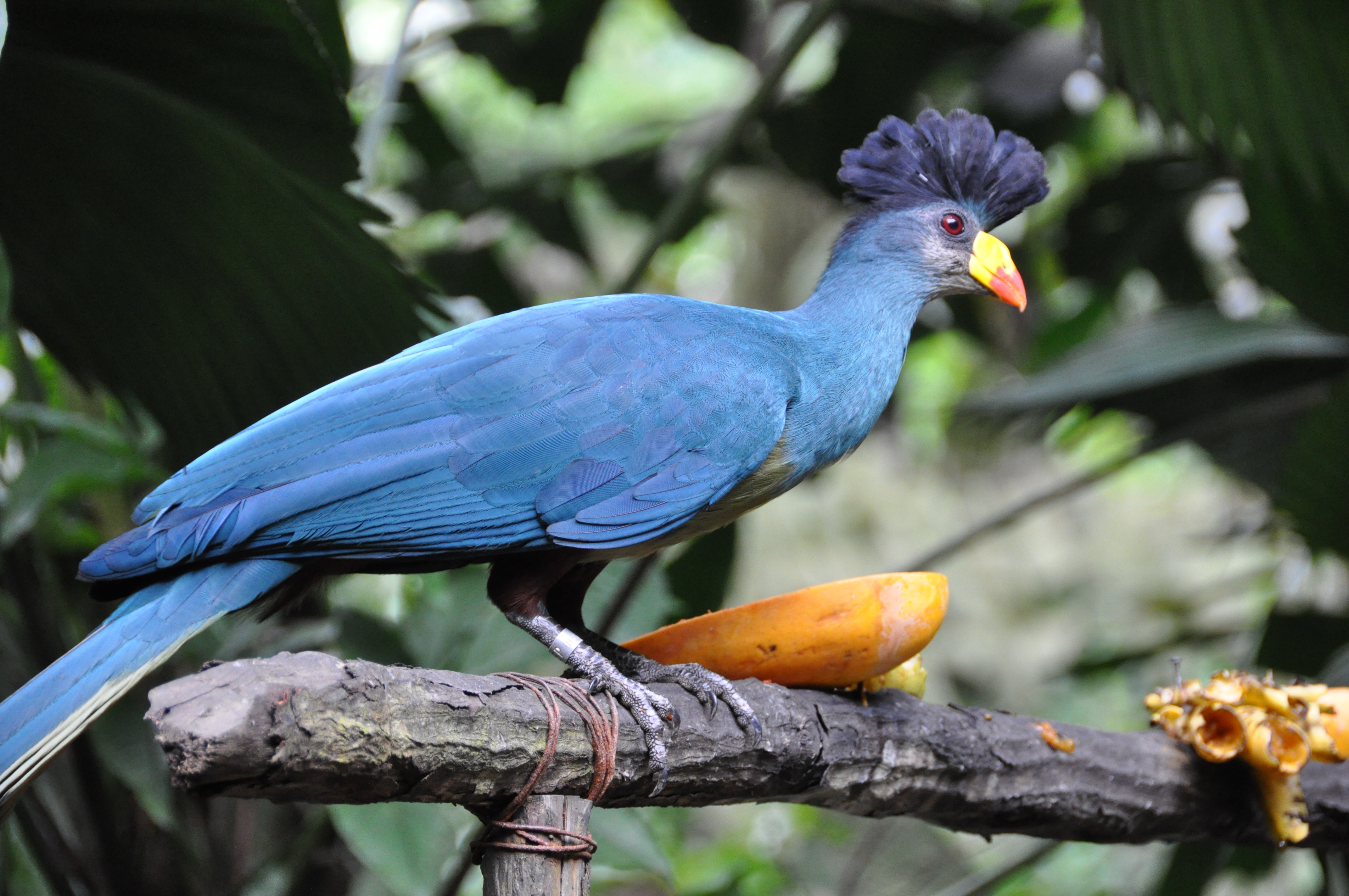
Riesenturako im Jurong Bird Park

Der Riesenturako (Corythaeola cristata) ist die größte Turakoart.

## Merkmale
Der 75 cm lange Riesenturako hat einen langen Schwanz und kurze, rundliche Flügel. Die breite, aufrechte Haube ist ständig aufgestellt. Das Gefieder ist oberseits blau und unterseits rot und gelb gefärbt.

## Vorkommen
Der Riesenturako bewohnt Waldränder des Tieflands, flussnahe Galeriewälder, Gebirgswälder und Waldinseln in der Savanne in West- und Zentralafrika.

## Verhalten
Die Flugkünste dieses Vogels beschränken sich auf ein Abwärtsgleiten und -kreisen. Durch Springen von Ast zu Ast gelangt er wieder nach oben. Er ernährt sich hauptsächlich von Früchten, aber auch von Wirbellosen.
Der Riesenturako ist ein scheuer Vogel, der sich jedoch in Trupps versammelt, die manchmal minutenlang in Chor rufen. Der Chor beginnt mit klagenden Rufen, gefolgt von kurzen Kok-Kok-Tönen, und klingt mit tieferen, vibrierenden Rufen aus.

## Fortpflanzung
Das Nest, eine dünne Plattform aus trockenen Zweigen, wird hoch in den Bäumen gebaut. Das Weibchen brütet zwei Eier rund 18 Tage lang alleine aus. Es wird in dieser Zeit vom Männchen mit Nahrung versorgt. Beide Elternvögel füttern die Küken mit hochgewürgter Nahrung.
Die Jungvögel haben an den Flügeln kleine Krallen, die beim Klettern im Geäst verwendet werden. Mit 24 bis 26 Tagen werden die Jungvögel flügge.